# A priori și a posteriori
Termenii a priori („din ceea ce se află înainte”) și a posteriori („din ceea ce vine după”) sunt concepte utilizate în filozofie, mai precis în domeniul epistemologiei, având rolul de a distinge între două tipuri de cunoaștere, propoziții sau judecăți, bazate pe modul în care cunoaștem adevărul lor.
Cunoașterea a priori este acea cunoaștere independentă de experiență (ex: „Toți celibatarii sunt bărbați necăsătoriți”). Gallen Strawson spunea că un argument a priori este unul „cu necesitate adevărat, fără să fie nevoie de o examinare a lumii fizice”. Conform scrierilor lui Immanuel Kant, o judecată este a priori dacă „este gândită în același timp cu necesitatea ei [...] Necesitatea și universalitatea strictă sunt deci criterii sigure ale unei cunoștințe a priori și sunt inseparabil unite între ele”.
Cunoașterea a posteriori este cunoaștere dependentă de experiență sau pentru care există suport empiric (ex: „Unele corpuri sunt grele”).
Există numeroase puncte de vedere cu privire la cele două tipuri de cunoaștere, iar relația dintre cei doi termeni reprezintă una dintre cele mai vechi probleme din filosofie.

## Exemple
Distincția dintre a priori și a posteri se observă cel mai bine în exemple:
A priori
- Să luăm ca exemplu propoziția „Toate corpurile sunt intinse”. „Întinderea” era deja gândită în acest concept înainte de formularea judecății, chiar dacă relația nu a fost enunțată explicit[4].

A posteriori
- Să comparăm propoziția de mai sus cu „Unele corpuri sunt grele” sau „Unele corpuri sunt de culoare verde”; faptul că unele corpuri sunt grele sau au culoarea verde poate fi demonstrat doar cântărindu-le, respectiv observându-le. Propoziția conține în predicat ceva ce nu era gândit în conceptul general de „corp”. Cunoașterea a posteriori sporește cunoașterea pentru că adaugă ceva la conceptul pe care-l avem[5].

## Rolul în distincția analitic - sintetic
Distincția dintre judecățile analitice și sintetice a fost introdusă pentru prima dată de către Immanuel Kant. Spre deosebire de distincția realizată de filosoful german, versiunea contemporană implică noțiunile de „adevarat în virtutea semnificației și independența față de fapt”. Judecățile analitice sunt adevărate prin virtutea semnificației cuvintelor lor, în timp ce judecățile sintetice a priori sunt adevărate prin virtutea semnificației cuvintelor și în virtutea unor fapte din lumea fizică. Immanuel Kant spune în Critica Rațiunii Pure: „Judecatile analitice (afirmative) sunt deci acelea în care legătura cu subiectul este gândită prin identitate, iar acelea în care această legătură este gândită fără identitate trebuie să fie numite judecăți sintetice. Pe cele dintâi le-am putea numi și judecăți explicative, pe celelalte extensive, fiindcă cele dintâi nu adaugă prin predicat nimic la conceptul subiectului, ci numai îl descompun prin analiză în conceptele lui parțiale, care erau deja gândite îl el (deși confuz); pe când cele din urmă adaugă la conceptul subiectului un  predicat care nu era deloc gândit în el și nu putea fi scos prin descompunerea lui”. Totuși, unii filosofi, printre care și Quine, refuză să accepte sau să recunoască orice fel de distincție de genul analitic - sintetic, susținând că deși o astfel de distincție poate avea eventual o utilitate limitată ca model al modurilor diferite în care putem ajunge să cunoaștem adevăruri, ea nu marchează o diviziune clară între tipuri de cunoaștere și se sprijină pe concepții greșite despre definiție și despre identitatea între înțelesuri. Astfel, „judecățile analitice nu extind deloc cunoștință noastră, ci că conceptul, pe care îl am, este descompus și îmi este făcut inteligibil mie însumi; că în judecățile sintetice trebuie să am, în afară de conceptul meu de subiect, încă ceva (X) pe care se sprijină intelectul, pentru a cunoaște că un predicat, care nu se află în acest concept, îi aparține totusi”. Pentru Immanuel Kant existau următoarele patru categorii de adevar:
- Analitice a priori - care sunt necesare și universale, respectiv adevărate prin definiție (exemplu: Toți celibatarii sunt bărbați necăsătoriți; Toate triunghiurile au trei laturi)
- Analitice a posteriori - adevărate prin definiție, dar descoperite prin experiență (Kant le consideră inexistente)
- Sintetice a priori - sporesc cunoașterea și sunt necesare și universale:

1. Propozitiile matematice: 7+5=12
2. Propozițiile fizice: Legea conservării masei
3. Propozițiile metafizice: Tot ce este substanță în lucruri e neschimbător.

- Sintetic a posteriori - sporesc cunoașterea și sunt cunoscute prin experiență, respectiv nu sunt nici necesare, nici universale (exemplu: Câinele latră; Merele au gust bun)

## Rolul în distincția necesar - contingent
Distincția metafizică dintre adevărurile necesare și contingente conține implicații ale cunoașterii a priori și a posteriori. O propoziție este cu necesitate adevărată dacă negația ei este contradictorie în sine (și este adevărată în orice lume posibilă). Să luăm ca exemplu propoziția „Toți celibatarii sunt necăsătoriți”. Negația sa, propoziția "Unii celibatarii sunt necăsătoriți”, este incoerentă, pentru că a fi necăsătorit (sau semnificația termenului) este cuprinsă în conceptul de „celibatar” (o parte din definiția termenului). Propozițiile care conțin termeni contradictorii sunt cu necesitate false. De asemenea, negația unei propoziții cu termeni contradictorii este cu necesitate adevărată. Prin contrast, o propoziție care este contingent adevărată este una a cărei negație nu este contradictorie în sine (și nu este adevărată în orice lume posibilă).

## Originea termenilor
Termenii a priori și a posteriori sunt de origine latină. Aceștia apar în traducerea latină a Elementelor lui Euclid, o lucrare considerată drept paradigmă a gândirii în perioada europeană pre-modernă. În dialogul Menon, deși nu este folosită strict noțiunea de „a priori”, inatismul dezolvatat de Platon este o cunoașterea inerentă, intrinsecă minții umane (adică a priori). Albert I al Saxoniei, logician de secol XIV, a scris lucrări despre cele două noțiuni corelative. De asemenea, George Berkeley a discutat pe temă relației în A Tratise Concerning the Principles of Human Knowledge în 1710, deși terminologia era deja cunoscută. Conform „Dictionarului de filozofie și logică” a lui Antony Flew, expresiile au fost introduse pentru prima dată în perioada scolasticii târzii ca traduceri pentru doi termeni tehnici din teoria artistotelica a cunoașterii.

### Immanuel Kant
Immanuel Kant, filosof german al secolului XVIII, a fost un susținător al combinării dintre teoria raționalistă și empiristă. Acesta afirmă că „daca orice cunoaștere a noastră începe cu experiența, aceasta nu înseamnă că ea provine întreagă din experienta”. Caracteriza cunoașterea a priori drept transcendentală, în timp ce cunoașterea empirică era bazată pe experiență.„Caci s-ar putea prea bine ca tocmai cunoașterea noastră prin experiență să fie un compositum din ceea ce primim noi prin impresii și ceea ce facultatea noastră proprie de cunoaștere (nefiind provocată  decât de impresii sensibile) produce din ea însăși”. Spre deosebire de empiriști, Kant consideră că judecățile a priori sunt independente de orice experiență, iar spre deosebire de raționaliști, acesta consideră că judecățile a priori, în forma lor pură, lipsită de material empiric, sunt limitate la deducția condițiilor de posibilitate ale experienței. Aceste condiții transcendentale (sau a priori) își au originea în gândirea umană și sunt independente de orice experiență. Concepte precum timp și cauza fac parte din lista de forme pure a priori. Kant a dedus că formele pure sunt stabilite cu ajutorul esteticii transcendentale (timp și spațiu) și logicii transcendentale.